# Lac Opasatica
Lac Opasatica är en sjö i Kanada.   Den ligger i regionen Abitibi-Témiscamingue och provinsen Québec, i den sydöstra delen av landet, 400 km nordväst om huvudstaden Ottawa. Lac Opasatica ligger 261 meter över havet. Arean är 47 kvadratkilometer. Den sträcker sig 19,3 kilometer i nord-sydlig riktning, och 11,8 kilometer i öst-västlig riktning.
Trakten runt Lac Opasatica är nära nog obefolkad, med mindre än två invånare per kvadratkilometer.